# الخرائق بحلبان (القويعية)
الخرائق بحلبان، هي قرية من فئة (ب) تقع في محافظة القويعية، والتابعة لمنطقة الرياض في السعودية. وتبعد الخرائق بحلبان عن محافظة القويعية بمسافة تقارب () كم.